# 858 Ел Джезер
858 Ел Джезер (858 El Djezaïr) — астероїд головного поясу, відкритий 26 травня 1916 року.
Тіссеранів параметр щодо Юпітера — 3,296.